# Сафайр, Уильям
Уильям Сафайр (Сафир, англ. William Safire, при рождении англ. Safir; 17 декабря 1929, Нью-Йорк — 27 сентября 2009, Роквилл) — американский писатель и журналист, колумнист газеты The New York Times, лауреат Пулитцеровской премии 1978 года, спичрайтер президента Ричарда Никсона.

## Биография
Родился в еврейской семье, со стороны отца происходившей из Румынии. После окончания Научную старшую школу Бронкса, поступил в Сиракузский университет, однако бросил учёбу через 2 года.
Работал в качестве публициста в жилищно-строительной фирме, которая представляла модели жилых домов на американской выставке в Сокольниках в Москве в 1959 году, где прошли знаменитые дебаты Ричарда Никсона и Никиты Хрущёва, известные как «Кухонные дебаты».
В газете The New York Times Сафайр более 30 лет вёл колонку «О языке», которая принесла ему известность и признание среди американских журналистов. С 1973 по 2005 год он написал около трёх тысяч авторских колонок, а также несколько работ по политологии, в США был признан и как лексикограф.
Уильям Сафайр был помощником и спичрайтером президента Ричарда Никсона во времена Уотергейтского скандала, который в 1974 году привёл к отставке Никсона.
Уильям Сафайр скончался в возрасте 79 лет от рака, в городе Роквилл, штат Мэриленд.

## Публикации
О языках
- The Right Word in the Right Place at the Right Time: Wit and Wisdom from the Popular Language Column in the New York Times Magazine (2004) ISBN 0-7432-4244-0
- No Uncertain Terms: More Writing from the Popular «On Language» Column in The New York Times Magazine (2003) ISBN 0-7432-4243-2
- Take My Word For It (1986) ISBN 0-8129-1323-X

Новеллы
- Scandalmonger (2000) ISBN 0-684-86719-2
- Sleeper Spy (1995) ISBN 0-679-43447-X
- Freedom: A Novel of Abraham Lincoln and the Civil War[англ.] (1987) ISBN 0-385-15903-X
- Full Disclosure (1978) ISBN 0-385-12115-6

Сборники
- Lend Me Your Ears: Great Speeches in History (1997) ISBN 0-393-04005-4
- Words of Wisdom: More Good Advice (1989) ISBN 0-671-67535-4
- Good Advice (1982) ISBN 0-517-08473-2

Политологические работы
- Safire’s Political Dictionary: The Definitive Guide to the New Language of Politics. — New York: Random House, 1978. — ISBN 0394502612
- The Relations Explosion
- Plunging into Politics
- Before the Fall: An Inside View of the Pre-Watergate White House
- The First Dissident: The Book of Job in Today’s Politics. — New York: Random House, 1992

Выступления

- In Event of Moon Disaster — написанный Сафиром текст выступления для Никсона на случай провала Лунной миссии